# Festus
Andrew William "Drew" Hankinson (Cumberland, 22 de desembre de 1983) és un lluitador professional estatunidenc, que treballa actualment a l'empresa World Wrestling Entertainment (WWE), lluitant en la seva marca SmackDown! sota el nom de Festus.